# Црква Светог Николе у Приштини
Црква Светог Николе у Приштини, саграђена 1830. на темељима старије цркве, једна је од неколико цркава у старом историјском језгру Приштине. Црква је изграђена тек након великих напора тадашњих житеља Приштине да од султана добију дозволу да изграде свој храм. До тада су се службе вршиле по хришћанским кућама. Како је наведено у султановој дозволи „црква по изгледу није смела да се издваја од околних муслиманских кућа”, па си из тог разлога купола (1996) и звоник цркве знатно касније дозидани.
И поред тога што ова црква има значајно место у историји Српске православне цркве и црквене уметности на овом подручју, она није била предмет озбиљније студије. Осим постојећег стања цркве Св. Николе, извори за њено проучавање су врло оскудни, јер оригинална документација о грађењу и украшавању цркве није сачувана. Детаљнији опис цркве и града дат је у запису Бранислава Нушића Косово — опис земље и народа из 1903. године, као и у другим белешкама и писмима тадашњих приштинских конзула и намерних пролазника, а први стручни чланак објављен је тек 1993. године.

## Положај, стање заштите и статус
Црква Светог Николе у Приштини налази се у старом делу града, бочно од пута ка Грмији, познатом излетишту Приштеваца, а на узвишеном месту некадашње Варош-махале, у којој су становали само Срби у 19. веку.
У периоду 2005-2008 објекат цркве је споља и изнутра рестауриран и конзервиран, а црквена порта је сређена. Након разарања од стране Албанаца 2004. године у периоду од 2005. до 2007. године изведене су одређене рестаураторске интервенције, и том приликом је поправљен оштећени камен и опека у зидовима, прозори и врата су замењени новим, саниран је кровни покривач, а извршена је и поправка унутрашњости. Радови на обнови, санација и реконструкцији звоника, крстионице и парохијског дома звоника започети су 2006. а окончани 2008. У истом периоду сређено је и гробља (реконструисан је оградни зид око гробља и санаирани су стари надгробни споменици).
Споменик је културе Републике Србије од изузетног значаја, о коме бригу води Покрајински завод за заштиту споменика Приштина/Лепосавић.

## Историја
Тек када је Хатишерифом из 1830. године Србија добила слободу вероисповести и црква доживљава експанзију. На то су утицале и Танзиматске реформе које су омогућиле развој пре свега црквеног градитељства, које је до тада било сведено на објекте код којих се нису смела истицати верска обележја. Иако се у малом временском размаку од увођења реформи на простору Балкана све више гради велики број хришћанских храмова, на неослобођеном југу, присутне су и даље мање, неупадљивецркве базиличног типа.

### 19. век
Једна од таквих била је и црква Светог Николе у Приштини, изграђена у периоду владавине Османлија на простору Косова, као мала (укопана) неугледна грађевина 1830. године. Ова црквена грађевина била је скромних димензија, без куполе и звоника, како не би парирала високом минарету оближње Царске џамије. Из страха да је Османлије не сруше, зидана је ноћу, укопана у земљу и без верских обележја. Тако да је црква у 19. веку према опису Бранислава Нушића...„споља изгледа као обична кућа, узидана у земљу тако да се у њу силази на четири степена. Налази се у старом делу Приштине, бочно од пута ка Грмији, данас познатом излетишту Приштеваца, а на узвишеном месту некадашње Варош-махале, у којој су само Срби становали у 19. веку.
До времена изградње, ове цркве, српско становништво које је живело у Приштини није имало цркву, већ су на рушевинама старе црквена грађевине из средњег века, над местом где је био олтаp подигли кров (део), то место означили као богомољу и над њим палили свеће.
Приче о изградњи цркве
- По првој причи — извесни Хађи-Јован је добио дозволу од Јашар-паше, па је највероватније захваљујући његовом старању црква и подигнута.[4][3]
- По другој причи — Ћир Јанићије је био тај који је измолио од паше дозволу за градњу цркве.[3]
- По трећој причи — двојица монаха из Новог Пазара дошла су у Приштину да сакупљају прилог за изградњу цркве, али су код паше били проказани као уходе, и страдали. Прича даље каже како се на том месту указивала необична светлост, па се паша покајао и онде подигао џамију, а Србима дозволио градњу цркве на месту где су већ палили свеће.[3][5]

### 20. век
Године 1906. на цркви је дограђена припрата са западне и јужне стране. О овој реконструкцији на спољашњем јужном зиду припрате стоји плоча на којој пише: „У име Оца, Сина и Св. Духа. Трошком црквеним и помоћу побожних Срба града Пришт. подиже се припрата и покри се црква Св. О. Ник. – за време Митроп. Нићифора 1906.“ У просторном и структуралном смислу црква је доживела и друге измене, о чему гоовори легенда из овог цитата:
| „ | Клепетало је 1911. године замењено звоником. За овај догађај такође је везан мит, као сведочанство тадашњих збивања и домишљатости српског живља, а у вези са остваривањем верских права. Звоно је тајно било обешено о дрвене скеле. Срби, међу којим и истакнути Танасије Тача Васић и прота Јосиф Спасић, организовали су ову акцију. Звоно је требало да зазвони када турски султан Мехмед Решат V дође у Приштину 15. јуна 1911. године. Када се звоно огласило, у цркву је ушло 12 заптија да то спрече. Досетљиви српски верници су рекли да поздрављају долазак султана. Тако је звоно остало.. | ” |

Године 1990. цркви је додата купола на кружном тамбуру, као и апсида на крстионици у источном делу спољне припрате. Радове је изводио Покрајински завод за заштиту споменика културе. Крстионица је првобитно служила за административне потребе спрске православне општине Приштина.
У запаном делу црквене порте, деведесетих година 20. века, саграђен је парохијски дом.

## Архитектура цркве
Црква Светог Николе у Приштини је грађевина правоугаоне основе, сазидана од правилно тесаног камена, са унутрашњим простором који је стубовима разуђен на три брода. Кров је на четири воде, препокривен црвеним црепом, а полукружна олтарска апсида, покривена је оловним лимом.
Поред главног улаза на западној страни цркве изведен је и бочни улаз на јужној, а на источној полукружна олтарска апсида. Главни улазни портал има скромну декорацију у виду архитравне греде изнад улаза и две уклесане розете са геометријским орнаментом. Јужни портал је имао осликану штуко декорација са мотивом меноре.
На улазу у наос цркве налазила се галерија израшена у дрвету са проповедаоницом. Године 1840. израђен је иконостас који је дело друге генерације дебарских мајстора. Прворазредни дуборез рађен је у два слоја са колонадама изрезбареним у пет нивоа у облику најфинијих дуборезаних чипки. Иконостас, израђен од ораховог дрвета, украсно је изрезбарен а на појединим деловима покривен је златним листићима. Олтар димензије 10,36 х 5,62 m, имао је царске двери, фриз испод крста и крст на врху иконостаса, 67 икона и 3 крста са подножјем. Иконостас је рађен по узору на иконостасе у црквама Светог Спаса у Скопљу и Светог Јована Биогорског.
Године 1906. на цркви је дограђена припрата са западне и јужне стране, које су нешто нижа од зидова цркве. Припрата цркве је грађена од пуне опеке и бетона. Кров припрате је био покривенбакарним лимом. Фасаде припрате биле су малтерисане са первазима око прозора изавршене профилисаним венцем израђеним у малтеру.
Године 1990. након пробијањем свода изнад наоса цркве дограђена је купола на кружном тамбур а у припрати цркве – источном делу крстионице купола и апсида.
Конзерваторско-рестаураторски радови на архитектури и живопису извођени су током 1990. када је црква санирана и реконструисана, и од 2005—2008. године након мартовског погрома 2004. када је добрим делом била девастирана.

## Фрескодекорација
Црква је била живописана у три наврата. Један део живопис са представама осликаним у стилу традиције барокног сликарства, дело је дебарских мајстора из 19. века.
Зидне слике цркве Св. Николе у Приштини откривене су, тек 1992. године, приликом кречења цркве. Испитивања је вршио Покрајински завод за заштиту споменика културе Приштина од јуна 1992. године. Фотографија које документују стање након откривања сликарства нема, а након паљења храма 2004. године пао је свод и купола цркве, па је тада већи део зидног сликарства оштећен или сасвим уништен.
| „ | Иако су данас зидови галерије (осим лика светитеља) окречени, на фотографијама из 2004. године види се да је и галерија била осликана на исти начин као и остатак цркве. Након паљења цркве 2004. године преостало сликарство је променило боју. Ипак, у горњим слојевима се запажа доминација црвене, зелене и окер. Више о сликарству првог, најстаријег слоја не може се рећи осим да по једноставности и присуству флоралних мотива подсећа на џамијско сликарство. | ” |

## Црквена порта
У порти цркве Светог Николе налазиле су се још две зграде, српска основна школа и дворазредна гимназија, које су по својој намени биле не само образовни центар и место окупљања Приштеваца, како у религијском, тако и у профаном животу.
У порти, источно од цркве, средином 20. века саграђени су нови звоник и крстионица. Звоник цркве, је квадратне основе, сазидан је од камена и опеке. Препокривен је кровом на четири воде. Новодаограђена крстионица, је правоугаоне основе и изграђена је од опеке и покривена кровом на четири воде. На источном зиду крстионице, деведесетих година осликана је композиција Крштења Христовог у секотехници.
Парохијски дом у црквеној порти је спратна грађевина, правоугаоне основе покривена четвороводним кровом. Зидана је у опеци и бетону.
На североисточној падини порте простире се старо православно гробље. Оно је са запада, севера и истока омеђено оградним зидом од непечене цигле а са јужне стране рамирано бетонским потпорним зидом. На гробљу, на коме је сачувано 73 споменика, сахрањивање је вршено до 1920. године. Највећи број су биле крстаче разних облика и величина, неколико усађених плоча и два саркофага. Многи надгробни споменици, нарочито крстаче, имале су богату орнаментику у виду астралних, геометријских, биљних и антропроморфних мотива.

## Девастација цркве
Црква Светог Николе у Приштини, према извештају КФОР/УНМИК од 18. март 2004.– нападнута је од стране Албанских екстремиста – који су отварили ватру из аутоматског оружја. Пет српских породица и свештеник евакуисани су од стране КФОР-а из старе цркве, а у сукобима је повређен међународни полицајац у покушају да спасе стару цркву. Црква је потом запаљена, а поред ње и канцеларија Хабитата и три УНМИК возила.
Цркву су потом Албанци спалили заједно са парохијским домом. Том приликом у њој је изгорео вредни дуборезни иконостас у ораховом дрвету, десетине икона и целокупна црквена архива (према изјавама протојереја Мирослава Попадића).